# اسکات دریکسون
اسکات دریکسون (انگلیسی: Scott Derrickson؛ زادهٔ ۱۶ ژوئیهٔ ۱۹۶۶) یک کارگردان فیلم و فیلم‌نامه‌نویس اهل ایالات متحده آمریکا است. از فیلم های معروف او میتوان به کارگردانی فیلم دکتر استرنج و تلفن سیاه اشاره کرد.

## فیلم شناسی
| نام                                     | کارگردان | نویسنده | تهیه‌کننده | سال  | توضیحات                                     |
| --------------------------------------- | -------- | ------- | --------- | ---- | ------------------------------------------- |
| جن‌گیری امیلی رز                         | بله      | آری     | نه        | ۲۰۰۵ | نویسنده به همراه (پل هریس بردمن)            |
| روزی که دنیا از حرکت ایستاد (فیلم ۲۰۰۸) | بله      | نه      | نه        | ۲۰۰۸ |                                             |
| شوم (فیلم ۲۰۱۲)                         | بله      | بله     | آری       | ۲۰۱۲ | نویسنده به همراه (رابرت کرگیل)              |
| گره شیطان (فیلم)                        | نه       | بله     | آری       | ۲۰۱۴ | نویسنده به همراه (پل هریس بردمن)            |
| از شر شیطان نجاتمان ده (فیلم ۲۰۱۴)      | آری      | بله     | نه        | ۲۰۱۴ | نویسنده به همراه (پل هریس بردمن)            |
| شوم ۲                                   | نه       | بله     | آری       | ۲۰۱۵ | نویسنده به همراه (رابرت کرگیل)              |
| دکتر استرنج (فیلم)                      | آری      | بله     | نه        | ۲۰۱۶ | نویسنده به همراه (رابرت کرگیل) و جان اسپیتز |
| برف‌شکن                                  | نه       | نه      | بله       | ۲۰۲۰ |                                             |
| دکتر استرنج در چندجهانی دیوانگی         | نه       | نه      | بله       | ۲۰۲۲ |                                             |
| تلفن سیاه                               | آری      | آری     | بله       | ۲۰۲۲ | نویسنده و تهیه‌کننده به همراه (رابرت کرگیل   |
| تنگنا                                   |          |         |           | ۲۰۲۵ |                                             |